# Frida Boccara
Frida Boccara (ur. 29 października 1940 w Casablance, zm. 1 sierpnia 1996 w Paryżu) – francuska piosenkarka.

## Życiorys
Frida Boccara urodziła się 29 października 1940 w Casablance (Maroko), w żydowskiej rodzinie z włoskimi korzeniami. Po ukończeniu szkoły średniej zaczęła pobierać lekcje śpiewu oraz rozpoczęła studia muzyczne. Wraz z bratem i siostrą występowała w muzyczno-wokalnym trio, wiedziała jednak, że ma szansę na karierę we Francji. W Paryżu zaczęła uczyć się śpiewu u boku cenionej nauczycielki Mireille, która w 1954 roku odkryła talent Boccary podczas Petit Conservatoire de la Chanson.
Po pobieraniu nauk u Mireille Frida zaczęła nagrywać piosenki i występować w music-hallach. Na początku lat 60. wzięła udział we francuskim Festival de la Rose d'Or d'Antibes. Występowała głównie na koncertach we Francji, wyjeżdżała także w trasy do krajów Europy Wschodniej. Znajomość wielu języków obcych (hiszpańskiego, rosyjskiego, portugalskiego, hebrajskiego i arabskiego) pomogły jej w rozpoczęciu kariery. Brała udział w wielu festiwalach jazzowych, np. w Sofii (Bułgaria) w 1967 roku. Jej muzyczne tournée obejmowało również Australię, Kanadę, Amerykę Środkową i Południową, gdzie kilka jej piosenek stało się przebojami ("Cent mille chansons" i"Les Moulins de mon coeur", które napisali jej kompozytorzy: Eddy Marnay and Emile Stern). Tę pierwszą nagrała w 1962 roku.
W 1964 zgłosiła piosenkę "Autrefois" do francuskiego panelu eurowizyjnego, jednak utwór nie został wybrany na reprezentanta kraju.
W 1969, reprezentując Francję z utworem „Un jour, un enfant”, zajęła pierwsze miejsce w finale 14. Konkursu Piosenki Eurowizji. Poza Boccarą, tyle samo punktów otrzymały trzy inne uczestniczki – Lulu z Wielkiej Brytanii, Salomé z Hiszpanii oraz Lenny Kuhr z Holandii, a z uwagi na fakt, że ówczesny regulamin nie uwzględniał prawdopodobieństwa remisu, wszystkie cztery wokalistki zostały ogłoszone zwyciężczyniami konkursu. Po wygraniu Konkursu Piosenki Eurowizji otrzymała Nagrodę Academy Charles Cros.
W 1980 i 1981 wzięła udział we francuskich eliminacjach do Konkursu Piosenki Eurowizji.
Zmarła 1 sierpnia 1996 w Paryżu (Francja) z powodu zapalenia płuc.

## Dyskografia

### Albumy
- 1960: L'Orgue des amoureux/Le Doux Caboulot (super 45 tours Festival)
- 1960: Verte Campagne/Quand la valse est là/Le Grand Amour/Depuis ce temps-là (super 45 tours Festival)
- 1961: La Seine à Paris/Les Amours du samedi/Les Bohémiens/Jenny (super 45 tours Festival)
- 1961: On n'a pas tous les jours 20 ans/Berceuse tendre/Les Nuits/Les Yeux de maman (super 45 tours Totem)
- 1961: Cherbourg avait raison/Comme un feu/Un jeu dangereux/Tiens, c'est Paris (super 45 tours Festival)
- 1962: Les Trois Mots/Aujourd'hui je fais la fête/Je veux chanter/Je ne peux plus attendre (super 45 tours Festival)
- 1962: Le Ciel du port/Les Portes de l'amour/Ballade pour un poète/D'abord je n'ai vu (super 45 tours Festival)
- 1962: Un premier amour/Bruxelles/L'Homme de lumière/Les Pas (super 45 tours Festival)
- 1962: Java des beaux dimanches/Les Javas/Rose de sang/Quien sabe (Qui peut savoir) (super 45 tours Festival)
- 1963: Moi je n'avais pas compris/J'ai peur de trop t'aimer/On les a attendus/Rien a changé (super 45 tours Festival)
- 1963: Souviens-toi des Noëls de là-bas/Donna/Johnny Guitar/Ballade pour notre amour (super 45 tours Festival)
- 1964: Autrefois/Chaud dans mon cœur/Le Souffle de ma vie/Je suis perdue (super 45 tours Festival)
- 1965: Tous les enfants/Aujourd'hui/Plus jamais/Un jour (super 45 tours Festival)
- 1969: Un jour, un enfant (33 tours Philips)
- 1969: Les Vertes Collines (33 tours Philips)
- 1970: Au pays de l’arbre blanc (33 tours Philips)
- 1971: Pour vivre ensemble (33 tours Philips)
- 1971: Place des Arts 71 (double 33 tours Philips)
- 1971: So ist das Leben/Er wird Dir dankbar sein (45 tours Polydor)
- 1972: Rossini et Beaumarchais (33 tours Philips)
- 1974: Je me souviens (45 tours Deram)
- 1975: Oriundi (33 tours London)
- 1976: Valdemosa - Oublier (33 tours Philips)
- 1977: An Evening With Frida Boccara (double 33 tours Philips)
- 1978: L’Année où Piccoli... (33 tours Philips)
- 1979: Frida Boccara & De Mastreechter Staar (33 tours Philips, Holland)
- 1979: Un monde en sarabande (33 tours Philips)
- 1980: Un enfant de France/Écrit dans la pierre (45 tours Philips)
- 1983: Dis-leur/Aime-moi (45 tours Kébec-Disque)
- 1988: Témoin de mon amour (33 tours Productions Guy Cloutier)

### Kompilacje
- 1967: Frida Boccara (33 tours MusiDisc, compilation des années 1961-1965)
- 1972: Greatest Hits (compilation 33 tours Philips)
- 1984: Cent mille chansons, « Série grandes vedettes » (compilation 33 tours Philips)
- 1989: Expression (compilation CD Polygram, 23 titres)
- 1993: Master Série (compilation CD Polygram, 16 titres)
- 1994: Un jour, un enfant (compilation CD Spectrum Music, Karussell France)
- 1997: Frida Boccara (compilation CD Podis, Polygram France)
- 1999: Un jour on vit (CD Disques Yvon Chateigner)
- 1999: Ses premiers succès (compilation CD Disques Yvon Chateigner)
- 2003: Canta en espanol (compilation CD Divucsa Music SA)
- 2005: Live Place-des-Arts de Montréal (CD XXI-21/Universal Canada)
- 2006: Un sourire au-delà du ciel (CD Édina Music - Nocturne)
- 2007: La Grande Frida Boccara, l'ultime compilation (compilation CD 25 titres XXI-21/Universal Canada)
- 2008: Un enfant de France (CD Édina Music - Nocturne)
- 2010: Les Grandes Années - 1972-1988 (coffret de trois CD Marianne Mélodie)
- 2010: Collection Chanson Française (compilation CD Disques Mercury)